# Virgen de las Nieves (Chinchilla de Montearagón)
La Virgen de las Nieves es venerada como patrona de la ciudad de Chinchilla de Montearagón (Albacete) desde el siglo XVII, y declarada como tal por acuerdo del cabildo el 8 de julio de 1776. 
La imagen de la Virgen de las Nieves se encuentra durante la mayor parte del año en la Capilla de la Comunión de la Iglesia Arciprestal de Santa María del Salvador de Chinchilla, aunque desde mayo hasta septiembre se expone en un tabernáculo en la Capilla Mayor de la misma iglesia, coincidiendo con el periodo en que antaño la imagen residía en la ciudad.

## Descripción

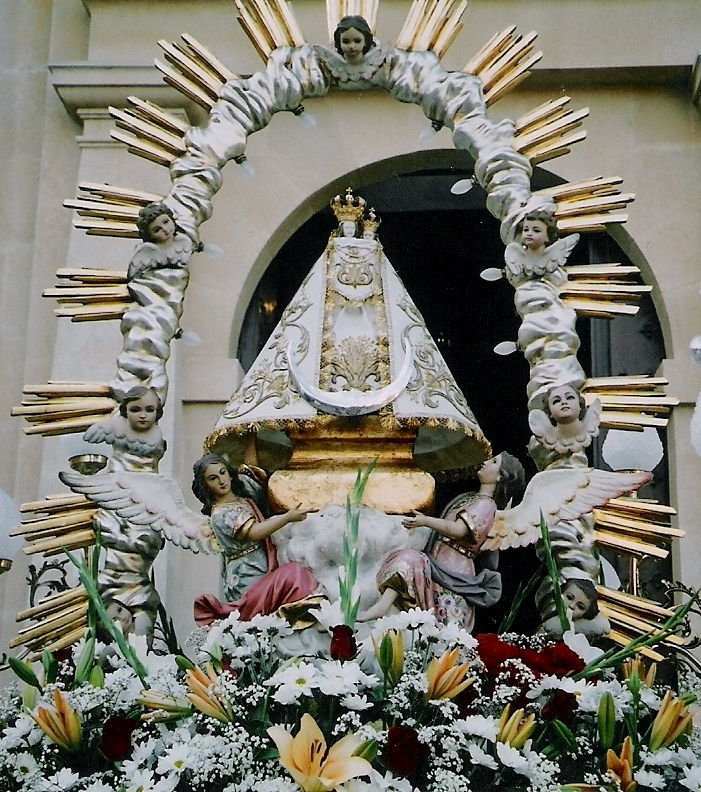
Nuestra Señora de las Nieves en la Soldadesca.

Es una imagen de pequeñas dimensiones, pues tan sólo mide 25 centímetros de altura, y está tallada en alabastro, antaño con rica policromía que el tiempo ha hecho desaparecer en casi su totalidad.
Datada a mediados del siglo XIV, la imagen podría proceder, según estudios serios realizados por el eminente historiador Luis Guillermo García-Saúco Beléndez, de los talleres ingleses de Nottingham, que suministraron a la Europa continental, entre los siglos XIV y XV, numerosas esculturas de alabastro de pequeño tamaño.
Hasta 1981, la imagen estuvo embutida en un semicilindro de plata que hiciera el platero local Juan Martínez Simaro en 1657 con la finalidad de fijar la talla al sotabanquillo que presenta en la parte inferior, dándole mayor esbeltez al conjunto. Por aquel entonces, la Virgen de las Nieves era profusamente vestida y alhajada con mantos, enaguas y joyas, de forma que sólo se podía ver su cabeza.
Retirado el semicilindro por iniciativa del entonces párroco don Victoriano Navarro Asín, animado por don Luis Guillermo, en la actualidad se muestra a la veneración de los fieles con un manto, que se le cambia cada quince días, de acuerdo con el color litúrgico, hasta un total de cuarenta y ocho. Sólo para la fiesta de la Soldadesca, el tercer fin de semana de mayo, se puede ver a la Virgen vestida por completo.

## Origen de la devoción

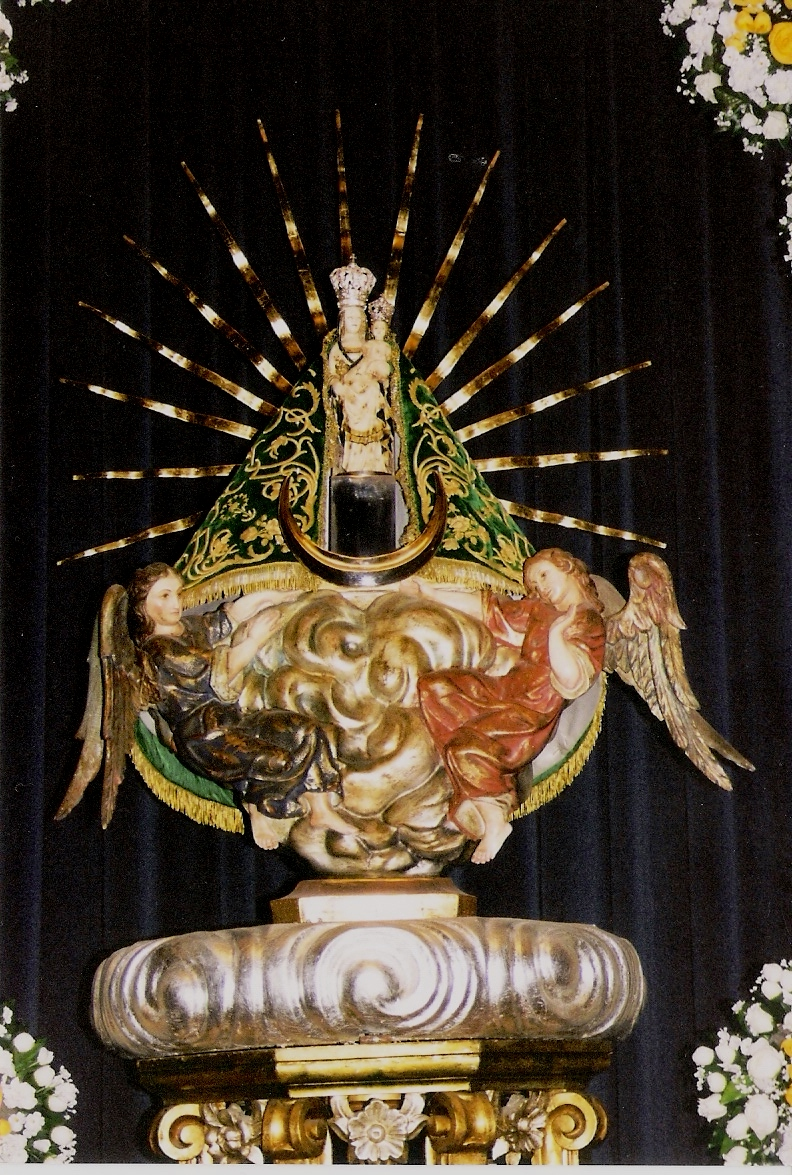
Nuestra Señora de las Nieves en el tabernáculo de la Capilla Mayor.

El origen de la devoción de Chinchilla por la Virgen de las Nieves se encuentra en la pequeña capilla que el primer patrón poseía a dos leguas de la ciudad, en lo que hoy se conoce como Dehesa de Los Llanos. Este primer patrón era San Pedro de Matilla, llamado así por haberse encontrado, según la tradición, una imagen del apóstol ya en el siglo I entre unas matas en el lugar donde estaba ubicada esta capilla.
Esta ermita, famosa en la antigüedad por los milagros que se habían llevado a cabo en ella, poseía una hornacina sobre la puerta, en la que estaba colocada esta pequeña imagen de la Virgen.
Un antiguo libro que narra la historia o leyenda de las patronas del antiguo reino de Murcia conocido como el Pensil del Ave María, publicado en 1730 por don José de Villalva y Córcoles, cuenta que en cierta ocasión, un peregrino pasó por delante de la ermita, gustándole tanto la imagen que la echó en su zurrón y se la llevó consigo. Sin embargo, cuando llegó a su casa y revisó su preciado tesoro, la imagen había desaparecido. Volvió a pasar este romero por delante de la ermita, y observando que la imagen estaba colocada en su lugar, la cogió de nuevo. Pero, al abrir el zurrón, como la primera vez, la imagen ya no estaba allí. Ocurrióle esto tres veces, y haciéndose notorio el milagro, la imagen pasó a ocupar el camarín del retablo en el interior de la capilla, relegando al apóstol San Pedro a una ménsula al lado del Evangelio.
Esto ocurrió en año de 1653, por lo que cuando el corregidor de la Ciudad, don Alonso Valdés, fue a la ermita ese año a solicitar la traída de San Pedro en romería para pedir la lluvia, como era costumbre, se encontró con que la imagen que presidía en el retablo no era la del Apóstol, sino la de la Virgen. Mandó entonces el corregidor que viniesen las dos imágenes, dando tan buen resultado la rogativa, que se siguió repitiendo así cada año.
De este modo, cada año hacia el mes de mayo, y normalmente coincidiendo con el mismo Domingo de Pascua, las dos imágenes venían a la Ciudad, acompañadas por la Hermandad de los Apóstoles, donde se les hacía solemne novenario y rogativa, permaneciendo en la Iglesia Parroquial hasta que el 29 de septiembre, día de San Miguel, marchaban de nuevo hasta la ermita.
La romería se siguió repitiendo hasta que en el siglo XIX, a causa de la desamortización de Mendizábal, la capilla pasó a manos particulares,
En 1999 la junta directiva de la asociación Virgen de las Nieves proyectó la coronación de la Virgen de las Nieves, dentro de las celebraciones por el I centenario de la fundación de la Asociación Ntra. Sra. de las Nieves. Don Francisco Cases Andréu, coronó a la Santísima Virgen de las Nieves el 11 de julio de ese mismo año.
Fue declarada Alcaldesa Honoraria Perpetua de Chinchilla el 27 de febrero de 2015, entregándosele el bastón de mando y el fajín el 17 de mayo de 2015, en la fiesta de la Soldesca. Este mismo año, Su Majestad el Rey, Don Felipe VI aceptaba el nombramiento de Hermano Mayor Honorario, que la Asociación Ntra. Sra, de las Nieves, le ofreció.
En el año 2016, dentro del marco de las celebraciones por el 240 aniversario del patronazgo de la Virgen de las Nieves sobre la Ciudad de Chinchilla, se llevó a cabo el hermanamiento de la Asociación Ntra. Sra. de las Nieves con la Real Asociación Nuestra Señora de los Llanos de Albacete, firmándose el Protocolo de Hermanamiento en la Santa Iglesia Catedral de San Juan Bautista. Para este acto, se llevó en peregrinación , coincidiendo con el Año de la Misericordia, la imagen peregrina de la Virgen de las Nieves a la Catedral. Este hermanamiento se ratificó con la visita de la Virgen de los Llanos a la Ciudad de chinchilla. Estos actos constituyen, actos históricos en la historia de la devoción a estas Patronas.

## Festividades
A lo largo del año, la ciudad de Chinchilla celebra dos fiestas en honor de su patrona. Una es el 5 de agosto y coincide con las fiestas de la población. Sin embargo, la más tradicional es la llamada Soldadesca, que se celebra el tercer domingo de mayo, precedida de solemne novenario. Recibe este nombre a raíz de una Real Provisión enviada en el año 1739 por el rey Felipe V ordenando que cada vez que la imagen saliera de su Santa Casa, fuera acompañada de conveniente soldadesca.

## Himno

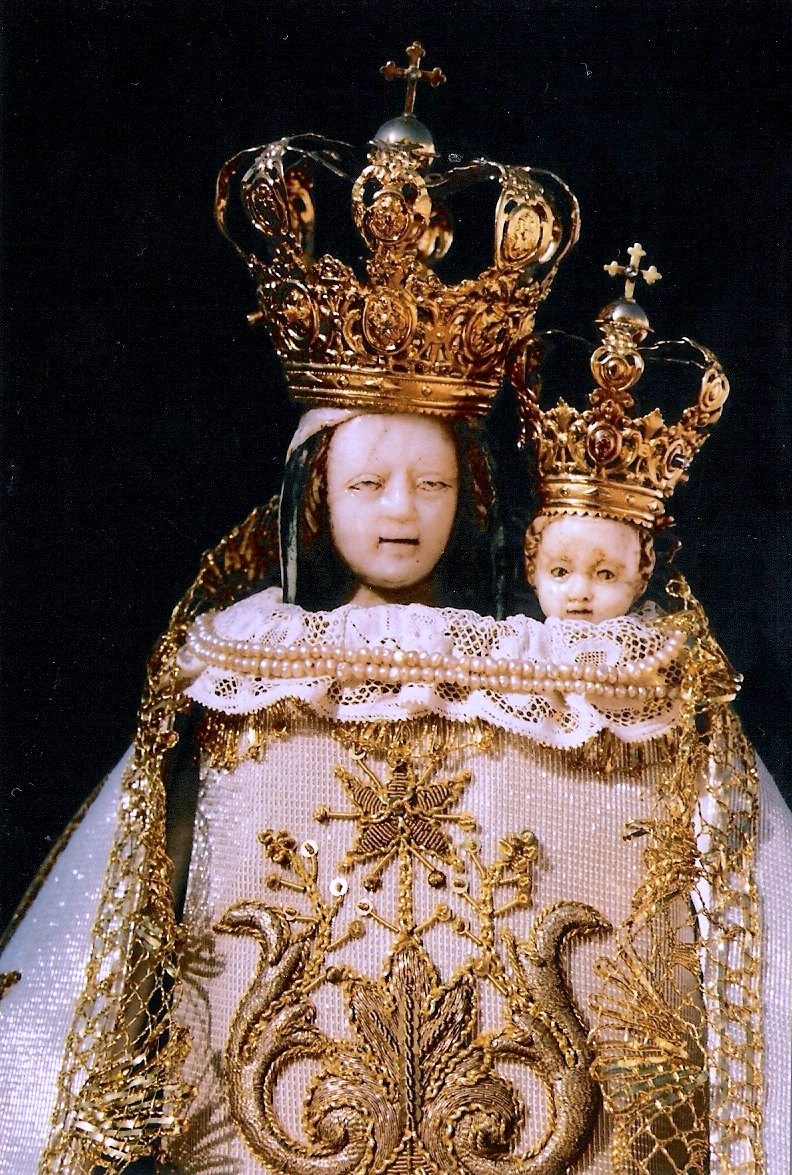
Primer plano de la Virgen de las Nieves

El Himno de la Santísima Virgen de las Nieves fue compuesto por el organista Juan González Díaz en 1939, con letra del párroco Ramón Torres García. Se interpreta en todas las celebraciones que tienen lugar en honor de la Santísima Virgen en Chinchilla, especialmente durante sus festividades y solemne novenario.
Excelsa Patrona del pueblo querido
donde hemos nacido y queremos morir.
Chinchilla a tus plantas se extiende tranquilo,
su pecho encendido te canta hoy así.
Virgencita de las Nieves,
desde el cielo donde moras
a este pueblo que te adora
con tu manto has de guardar.
Madre, madre de mi alma
que la torre, tu vigía
sea faro, estrella y guía
que nos lleve hasta tu altar